# Jim Bridenstine
James Frederick Bridenstine (Ann Arbor, 15 de junio de 1975), más conocido como Jim Bridenstine es un político estadounidense que se desempeñó como administrador de la NASA durante la Presidencia de Donald Trump. También fue un congresista del 1.º distrito congresional de Oklahoma desde el 3 de enero de 2013 hasta su asunción como administrador de la NASA. Es miembro del Partido Republicano.
El 1 de septiembre de 2017, el Presidente Donald Trump nominó a Bridenstine como administrador de la NASA, y fue aprobado por el Senado de los Estados Unidos el 19 de abril de 2018. Bridenstine ha servido en el Comité de Ciencia, Espacio y Tecnología durante su tiempo en el Congreso. Al asumir el cargo, Bridenstine es el primer funcionario electo que sirve como Administrador de la NASA.

## Biografía
Bridenstine nació en Ann Arbor, en el estado de Michigan el 15 de junio de 1975, y se graduó en la Secundaria Jenks. Finalizado sus estudios secundarios, Bridenstine asistió a la Universidad Rice donde se recibió con una especialización en Economía, Psicología y Negocios, más tarde obtendría una Maestría en Administración de Empresas por la Universidad Cornell. Anteriormente, fue el director ejecutivo del Museo del Aire y del Espacio del Aeropuerto Internacional de Tulsa y un aviador naval de la reserva de la Armada de los Estados Unidos, donde pilotaba aviones Grumman E-2 Hawkeye en Centroamérica y Suramérica durante la Guerra contra las drogas.
Bridenstine es un miembro de los Boy Scouts de América, ostentando el rango de Águila. Desde 2016, Bridenstine es poseedor del récord de natación del estado de Oklahoma en el relevo de estilo libre de 200 metros de largo.

## Cámara de Representantes de los Estados Unidos

### Elección de 2012
En las elecciones primarias republicanas del 26 de junio de 2012, Bridenstine derrotó al titular del cargo de diputado de los Estados Unidos, John Sullivan, por un 54% al 46%. A pesar de que se identificaba con el Tea Party Movement y se percibía que se estaba dirigiendo aún más la derecha que Sullivan, sus declaraciones políticas no diferían mucho del último.
 En la elección general de 2012, Bridenstine derrotó al candidato demócrata John Olson por un 63% al 32%, ganando los cinco condados del distrito.

### Elección de 2016
Bridenstine mantuvo su banca en el congreso en las elecciones de 2016. Tras las Elecciones presidenciales de Estados Unidos de 2016, Bridenstine fue visto como posible candidato para ser administrador de la NASA o secretario de la Fuerza Aérea de los Estados Unidos bajo la administración de Donald Trump. Bridenstine ya había declarado que no se presentaría a la reelección en 2018 después de hacer una promesa de tres términos.

### Financiamiento de la campaña
Durante el ciclo electivo de 2014, los principales contribuidores a la campaña de Bridenstine fueron Northrop Grumman,  Latshaw Drilling, la Asociación Americana de Optometría, la organización Citizens United y un comité republicano. También recibió $29.000 por parte de la "Asamblea de los Amigos de Azerbaiyán".

### Política sobre el espacio
Bridenstine se ha centrado principalmente en la política espacial durante su mandato en el Congreso, afirmando que "nuestro propio estilo de vida depende del espacio, la forma en que nos comunicamos, la forma en que navegamos, la forma en que producimos alimentos y energía, la forma en que funcionan nuestros sistemas bancarios". En abril de 2016, en el 32.º Simposio Espacial Anual, Bridenstine presentó la "Ley del Renacimiento Espacial Estadounidense" una legislación integral de reforma con disposiciones que afectan la seguridad nacional, la política espacial civil y comercial.
Además, Bridenstine ha propuesto varias leyes relacionadas con el proceso regulatorio que supervisa ciertas actividades espaciales no tradicionales, y ayudó a asegurar fondos para la Oficina de Transporte Espacial Comercial de la Administración Federal de Aviación. En 2015, reconociendo sus esfuerzos, el medio especializado SpaceNews nombró a Bridenstine como "una de las cinco personas más influyentes en el mundo del espacio".

## Administrador de la NASA

### Nominación

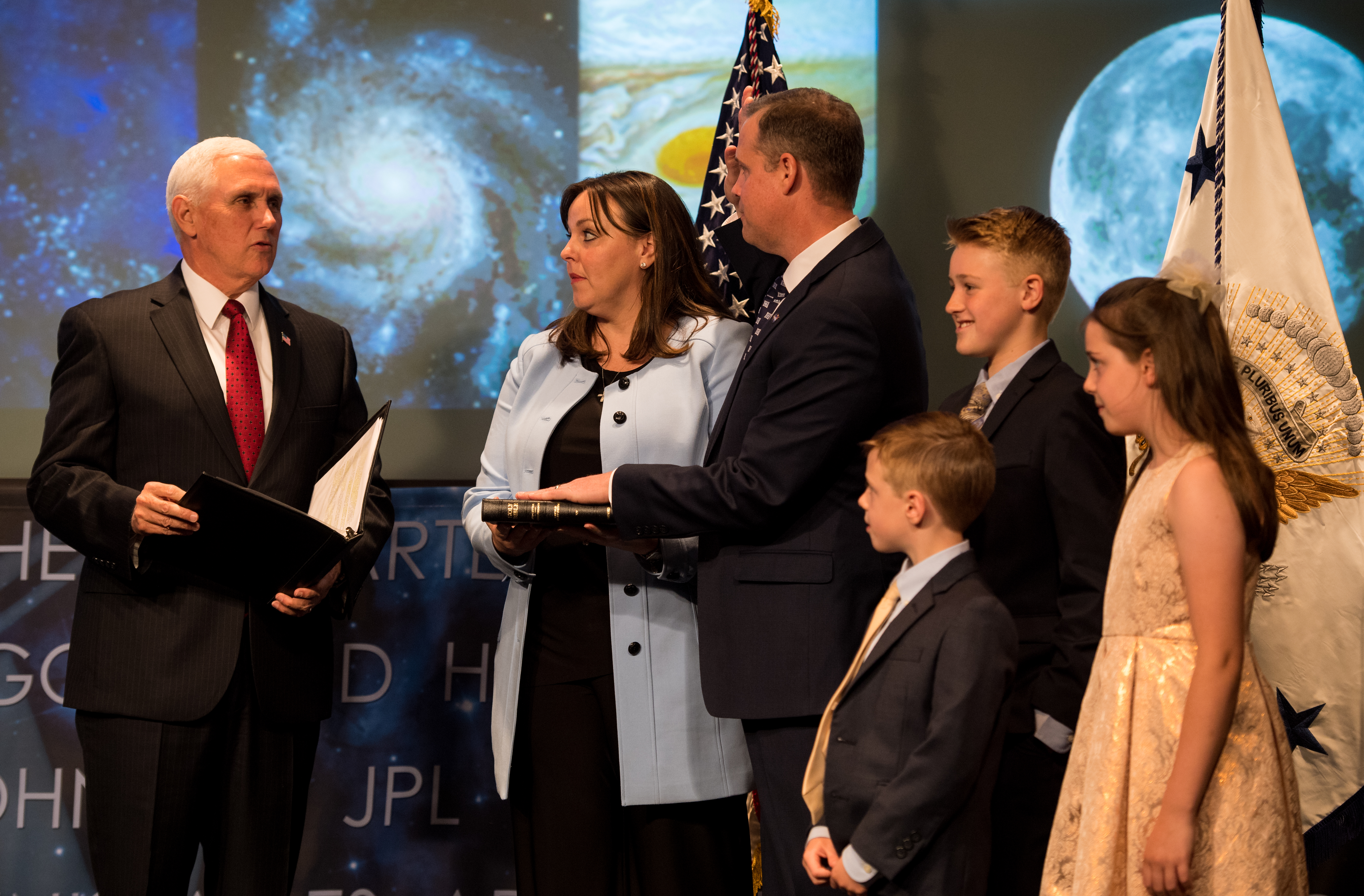
Bridenstine jura como Administrador de la NASA ante Mike Pence

El 1 de septiembre de 2017, la Casa Blanca anunció que Bridenstine era la elección preferida del presidente Donald Trump para encabezar la NASA. La elección fue criticada rápidamente por políticos republicanos y demócratas, diciendo que la NASA debería estar encabezada por un "profesional del espacio", y no por un político o un aliado de Trump. Los críticos llamaron la atención sobre la falta de calificaciones formales de Bridenstine en ciencia o ingeniería (a diferencia de las personas designadas anteriormente para el puesto). Bridenstine fue confirmado por el Senado de los Estados Unidos el 19 de abril de 2018, convirtiéndose en el primer miembro del congreso en liderar la agencia.
La CNN descubrió que las cuentas de Facebook, YouTube, Twitter y Soundcloud de Bridenstine fueron eliminadas durante su proceso de elección en el senado.
Eric Stallmer, el presidente de la Federación de Vuelos Espaciales Comerciales dijo que estaba "muy impresionado con el profundo conocimiento [de Bridenstine] sobre los problemas de la tecnología espacial y su historial de sólido liderazgo en la promoción del cambio positivo". La elección de Bridenstine también tuvo el visto bueno por parte del senador Ted Cruz.
Según la revista Science "muchos esperan que Bridenstine, quien ha escrito sobre el potencial comercial de explotar recursos lunares, podría cambiar el énfasis de la agencia [de su misión a largo plazo de enviar humanos a Marte] hacia la Luna". Sin embargo la cadena ABC afirma que Bridenstine está a favor tanto de misiones a la Luna como a Marte.
Bridenstine tomó juramento ante el Vicepresidente Mike Pence el 23 de abril de 2018.

### Sistema de lanzamiento espacial
En marzo de 2019, Mike Pence instó a la NASA que se realicen trabajos para lograr un alunizaje tripulado en 2024, en vez de la fecha original de 2028. Bridenstine declaró que para que esto suceda, el programa del Sistema de lanzamiento espacial debería acelerarse junto al proyecto Plataforma Orbital Lunar Gateway. En su momento Bridenstine consideró el uso de lanzadores comerciales como el Delta IV Heavy o el Falcon Heavy, pero la idea fue descartada debido a problemas logísticos de adaptar el Módulo de Servicio Orión a estos lanzadores.

### Programa Artemisa
Bridenstine llevó a cabo la reorganización del programa de regreso a la Luna de la NASA creando el Programa Artemisa, donde inició el desarrollo del sistema de alunizaje, el cual será desarrollado junto a empresas comerciales en un programa similar al Programa de Tripulación Comercial.
A su vez, ha impulsado la creación de los Acuerdos de Artemisa para regular la cooperación internacional en futuras misiones a la Luna, Marte, cometas y asteroides. Si bien los acuerdos han sido generalmente bien recibidos, sus potenciales repercusiones de cara a futuras misiones comerciales e internacionales han sido objeto de crítica internacional, principalmente porque daría lugar a una "interpretación estadounidense" del Tratado sobre el espacio ultraterrestre, convirtiendo a los Estados Unidos -como nación emisora de licencias para una mayoría de compañías espaciales- en el guardián de facto hacia la Luna y otros cuerpos del sistema solar. El director de la Roscosmos Dmitri Rogozin ha criticado los acuerdos, diciendo que los acuerdos son muy "centrados en los Estados Unidos", y pidió que los acuerdos se basaran en los actuales acuerdos de cooperación que gobiernan a la Estación Espacial Internacional.

### Fin del mandato
Con la victoria de Joe Biden en las Elecciones presidenciales de Estados Unidos de 2020, Bridenstine dejó el cargo de administrador, siendo reemplazado interinamente por Steve Jurczyk. Tras esto, se unió como asesor a la empresa Acorn, una empresa de capital inversión.

## Controversias y polémicas

### Investigación del comité de ética
El proyecto de ley "asignaciones de defensa" de Bridenstine vino después de una visita a Bakú a invitación de la empresa petrolera SOCAR junto a otros 10 miembros del Congreso y 32 miembros del personal que se convirtieron en objeto de una investigación ética. Los miembros recibieron numerosos obsequios durante el viaje por un valor total de miles de dólares. En 2013, Bridenstine devolvió al donante dos de los regalos (un par de alfombras con valor de varios miles de dólares). Devolvió los obsequios restantes recibidos durante el viaje al Secretario de la Cámara en 2015, luego de un informe de vigilancia que indicaba que la fuente de los fondos para el viaje no había sido declarada adecuadamente. El comité de ética de la OCE y la Cámara encontró que los legisladores y asistentes no tenían forma de saber que el viaje fue financiado de manera inadecuada.

### Rechazo al consenso científico sobre el cambio climático
El New York Times notó que Bridenstine rechaza el consenso científico del cambio climático, y que ha criticado el presupuesto de la NASA para investigaciones climatológicas. Según NPR, el punto de vista de negación del cambio climático de Bridenstine "seguramente alarmarán a los científicos, porque la NASA realiza una gran cantidad de investigaciones globales sobre el cambio climático". La propia NASA afirma que el calentamiento global se deba "muy probablemente debido a actividades humanas" y ha escrito en su sitio web que "la pequeña cantidad de disidentes tiende a provenir de unos pocos científicos vocales que no son expertos en el campo climático o no entienden el base científica de los procesos climáticos a largo plazo".
Durante un discurso en el congreso en 2013, afirmó que las temperaturas globales dejaron de aumentar hace diez años, a pesar de que las investigaciones científicas demuestran lo contrario.
Sin embargo, durante un foro público en mayo de 2018, un trabajador anónimo del Laboratorio de Propulsión a Reacción le preguntó a Bridenstine si realmente creía en el cambio climático, a lo cual respondió:

No niego el consenso. Creo completamente en el cambio climático y que los seres humanos estamos contribuyendo a él de una manera importante.

| Predecesor: Robert M. Lightfoot, Jr. (interino) | Administrador de la NASA 2018-2021 | Sucesor: Steve Jurczyk (interino) |